# Torre d'O'Hara

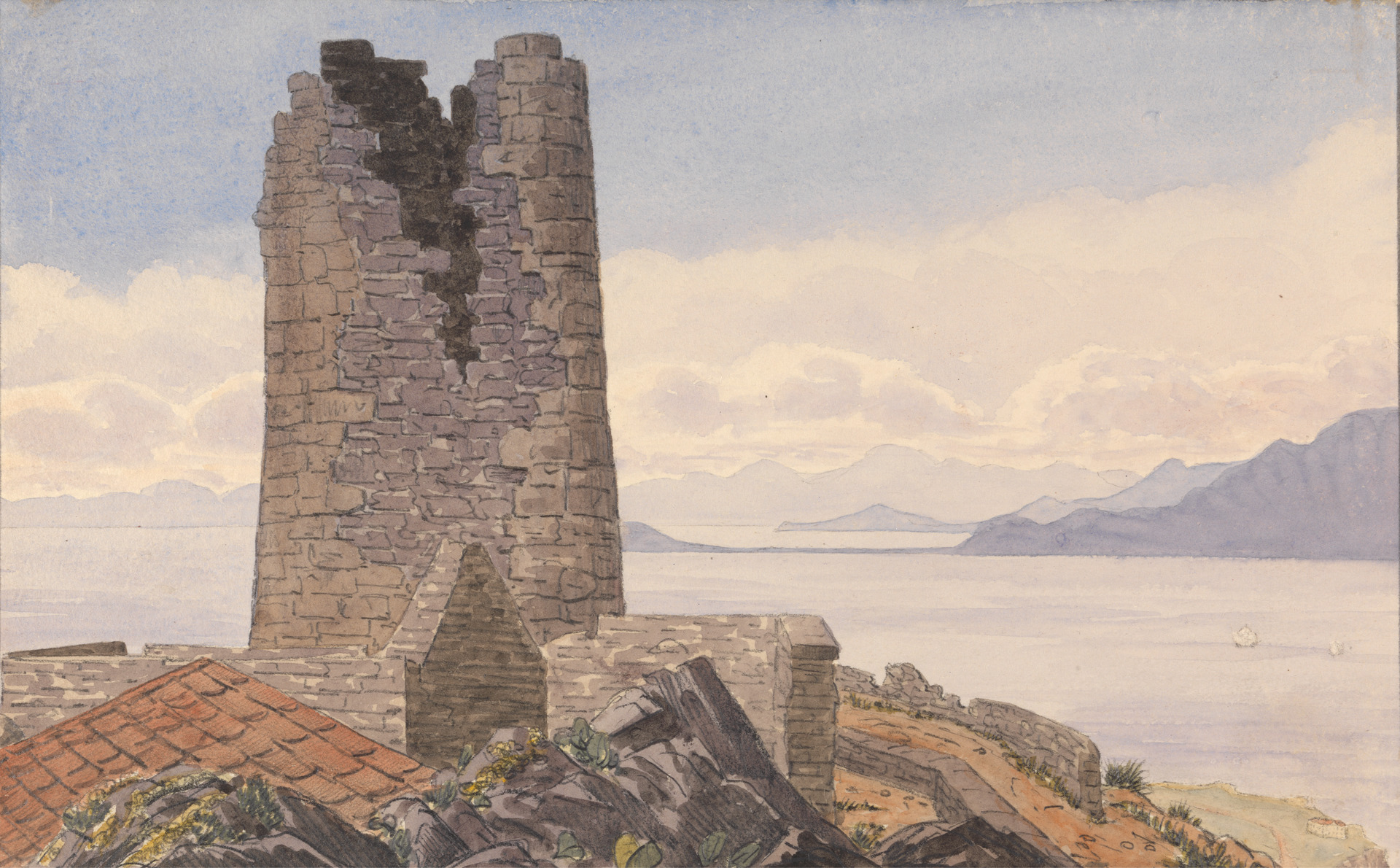
La torre d'O'Hara per George Lothian Hall, 1825-1888

La Torre d'O'Hara, també coneguda com a Torre de Sant Jordi, o O'Hara's Folly (Bogeria d'O'Hara), va ser una torre de vigilància del territori britànic d'ultramar de Gibraltar. Es trobava al punt més alt del Penyal de Gibraltar, a 426 m d'altitud, a l'actual Bateria d'O'Hara, prop de l'extrem sud de la Reserva Natural d'Upper Rock.

## Història
Inicialment coneguda com a Torre de Sant Jordi, va ser construïda a finals del segle xviii per ordre del llavors tinent governador Charles O'Hara, sota la presumpció que seria útil per observar l'armada espanyola al port de Cadis, a 97 km de distància. Un cop construïda es va comprovar que això no era possible. Per aquest motiu se li va donar el sobrenom d'O'Hara's Folly (Bogeria d'O'Hara).
A finals del segle xix, però, un vaixell de combat, l'HMS Wasp, es trobava a Gibraltar de camí cap a la Xina. Un oficial local de l'Artilleria Reial va dir al comandant que la torre havia estat destinada a la demolició i, sens dubte, després d'unes quantes copes amistoses, es va desenvolupar una aposta sobre si la torre podia ser enderrocada o no pels canons del Wasp. L'endemà, la canonera, es va moure a través de la badia i davant l'absolut xoc dels espanyols observadors a Algesires va començar a bombardejar la Roca. La primera salva es va quedar curta. Les quatre següents van anar totes just per sobre de la Roca, però la sisena, aquesta vegada per a sorpresa dels habitants locals, va esborrar la torre. Una altra versió del seu enderroc és que li va caure un llamp a sobre poc després de la seva construcció, i va romandre en ruïnes durant gran part del segle xix fins a la seva demolició el 1888.